# Lois Comes Out of Her Shell
Lois Come Out of Her Shell (titulado Lois sale de su caparazón en Hispanoamérica y Lois se suelta la melena en España) es el sexto episodio de la Undécima temporada de la serie cómica animada Padre de familia. Se transmitió originalmente el 25 de noviembre de 2012 por FOX en los Estados Unidos. En el episodio Lois sufre la crisis de la mediana edad, y Peter intenta lidiar con su nuevo estilo de vida. Mientras, Stewie adopta a una tortuga como su nueva mascota.

## Argumento
Cuando se acerca el cumpleaños de Lois ella dice que no quiere cumplir años, pero Brian le sugiere a la familia hacer una fiesta sorpresa. Después de que Peter lee un poema que reduce el ánimo de Lois aún más, entonces ella decide cambiar su vida mediante la adopción de un estilo de vida diferente, más joven y con el pelo más largo.
El estilo de vida de Lois provoca conflictos con Peter que no está seguro acerca de los cambios, pero sin duda le gusta más la nueva persona de Lois. Pero después se comienza a agotar. Cuando Peter le pide irse a casa, ella niega acceder a la petición de Peter y se marcha con unas chicas más jóvenes rumbo a otra fiesta. De vuelta a casa, Peter se queja de su comportamiento. En la televisión, un informe acerca de Justin Bieber muestra a Lois pasando el rato con las chicas adolescentes. Lois se cuela dentro del camerino de Justin, y trata de seducirlo pero Peter llega y comienza a golpearlo. Después de que Peter exige a Lois volver a casa ella se niega, citando los nombres de Peter la llamó en el poema de su fiesta de cumpleaños. Después de que Peter se disculpa admite que le gusta mucho a Lois como realmente es. Cuando Bieber es llamado de nuevo al escenario Peter se ve obligado a salir y sustituirlo por "Conway Bieber." De vuelta a casa, Peter reitera su amor por Lois, pero arruina su edad, ella lo corrige provocando el enojo de Peter quién empieza a correrla.
Mientras tanto, Stewie Griffin encuentra una tortuga en un estanque en el parque y decide llevarlo a casa con la intención de hacer una mascota de él y lo nombra Sheldon. Pronto Sheldon comienza a hacer actos de mal gusto, como romperle un ojo a rupert, lo que lleva a Brian y Stewie sospechar de Sheldon. Sheldon intenta atacar a Stewie durante la noche, lo cual él se ve obligado a lanzarlo por el inodoro. Cuando se llega al final de la tubería de alcantarillado, regresa por más venganza. Stewie encuentra la cabeza de Rupert y de una persona desconocida en unas cajas, entonces promete vengarse de Sheldon. Después de una pelea, Sheldon está a punto de matar a Stewie pero Mario salta sobre el y lo mata.